# ماحو (نبيل)
ماحو كان رئيس الشرطة في مدينة أخت آتون (تل العمارنة) خلال الأسرة الثامنة عشر في مصر. وقد عمل في عهد الملك أخناتون الذي حكم من 1353 إلى 1335 ق.م. بصفته رئيس الـ مدجاى، كان ماحو ربما واحدًا منهم، وهم نوبيون معروفون بمهاراتهم العسكرية ويعملون كـ مرتزقة، وفي ذلك الوقت كانوا يستخدمون كشرطة في العاصمة المصرية ومدنها الرئيسية.
يعتقد بعض الباحثين أنه في تلك الفترة، انضم العديد من المصريين إلى قوات المدجاى رغبة في الحصول على وضعهم الاجتماعي. بين أعضاء هذه القوة الشرطية، هناك أفراد بأسماء مصرية ويُوصفون كمصريين.
من الممكن أن المناصب القيادية كانت محفوظة للمصريين فقط كإجراء لمنع المدجاى من التآمر ضد السلطات وضمان ولائهم للملوك.

## المقبرة

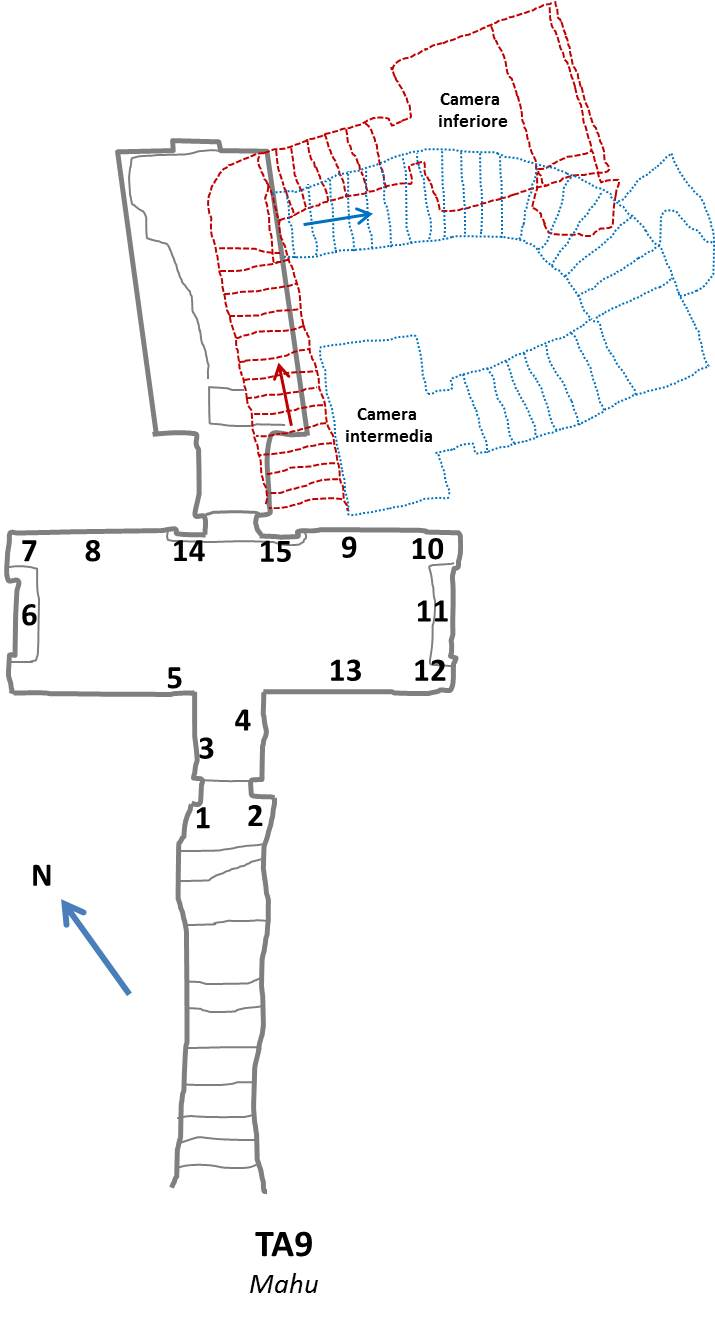
خريطة قبر ماحو

يحمل قبر ماحو الرقم 9 ضمن مقابر النبلاء في تل العمارنة. تم فتح القبر لأول مرة بواسطة بوريانت في عام 1883. يؤدي ممر محفور بشكل خشن إلى بوابة مزخرفة. تتزين هذه البوابة من جانب واحد بمشهد يصور أخناتون ونفرتيتي وابنتهما الكبرى ميريت آتون يقدمون القرابين للإله آتون. الجدار المقابل يرى عليه ماحو راكعًا ونقش بنشيد لآتون.
يؤدي ذلك إلى الحجرة الأولى التي تحتوي على لوحة حجرية في أحد الأطراف وباب وهمي في الطرف الآخر. تُظهر اللوحة الزوج الملكي وابنتهما مرة أخرى، مع تصوير ونصوص أدعية لماحو. الباب الوهمي يُظهر الزوج الملكي يقدم القرابين وماحو راكعًا ونص طويل. يذكر ديفيز أن الصلوات تحتوي على عدد كبير من الأخطاء.
الجدران مزينة أيضًا وتعرض واجبات ومكافآت ماحو. تظهر المكافآت على الجدار الأمامي وعلى النصف الشمالي من الجدار الخلفي. لم تكتمل النقوش ولكن الرسومات تشير إلى مشهد مكافأة يظهر الملك يمنح الأوسمة لماحو في نافذة الظهور. يظهر ماحو مصحوبًا برجاله، المدجاى. يظهر مشهد آخر ماحو يتلقى الأوسمة ليس في القصر، ولكن في معبد.
يظهر وهو يفحص دفاعات المدينة مع الملكة والملك. هذا المشهد يبدو فريدًا لهذا القبر. الوزير ومسؤولون آخرون حاضرون أيضًا. في مشهد آخر، يظهر ماحو في عمله يراقب المدينة، ويظهر في اجتماع مع الوزير (ربما نخت با آتون) ومسؤول أقل رتبة يدعى حقا نفر. يقود ماحو ثلاثة سجناء أمام الوزير. الوجود في المكان بدون إذن كان من الأمور التي يُعتقل الشخص بسببها.
تُظهر المشاهد في القبر منصات لها منحدرات يشغلها أفراد الشرطة. تظهر أعلام وشعارات عسكرية على هذه المنصات. ربما تكون هذه الهياكل قد شكلت سلسلة من أبراج المراقبة التي استخدمت لمراقبة المدينة.
في الخلف يوجد مدخل إلى غرفة ثانية موضوعة بزاوية مقارنة بالغرفة الأولى. يؤدي درج ملتف في الجزء الخلفي من هذه الغرفة الثانية إلى غرفة وسيطة. خطوات أخرى تكمل المنعطف وتؤدي إلى الغرفة السفلية التي تحتوي على حفرة الدفن.

## روابط خارجية
- Egyptian Monuments, El-Amarna South Tombs